# Astiphromma luculentum
Astiphromma luculentum är en stekelart som beskrevs av Dasch 1971. Astiphromma luculentum ingår i släktet Astiphromma och familjen brokparasitsteklar. Inga underarter finns listade.